# Sylvain Sylvain
Sylvain Sylvain, nato Sylvain Mizrahi, (Il Cairo, 14 febbraio 1951 – Nashville, 13 gennaio 2021), è stato un chitarrista statunitense, celebre per la sua militanza nei New York Dolls, band simbolo del glam rock americano.

## Biografia
Prima di entrare a fare parte dei New York Dolls nel 1971, Sylvain era un membro del gruppo Actress, di cui facevano parte anche Arthur Kane, Johnny Thunders e Billy Murcia. Ha suonato la chitarra ritmica per i Dolls dal 1971 fino al definitivo scioglimento del gruppo nel 1977. Sylvain ed il cantante David Johansen erano gli ultimi due membri del gruppo originale al momento dello scioglimento. Dopo la fine dei New York Dolls, ha spesso collaborato con Johansen in alcuni dei suoi lavori da solista.
Ha poi fondato un proprio gruppo musicale, The Criminals, insieme ad un altro ex-Doll, Tony Machine, ed ha continuato ad esibirsi sulla scena dei club newyorchesi. Ha ottenuto un contratto discografico da solista con la RCA, ed ha pubblicato un album con Lee Crystal (batteria) e Johnny Rao (chitarra). Nei primi anni novanta si è trasferito a Los Angeles ed ha registrato Sleep Baby Doll per la Fishead Records, a cui hanno collaborato Frank Infante dei Blondie e Derwood Andrews dei Generation X.
Nel 2004 si è riunito con i membri sopravvissuti dei New York Dolls, con Steve Conte, Brian Koonin e Brian Delaney. Arthur Kane, che è morto nel 2004, è stato sostituito da Sami Yaffa. Sono stati pubblicati due dischi con questa nuova formazione; One Day It Will Please Us To Remember Even This e Cause I Sez So. La riunione è stata filmata come parte di un documentario sull'ex membro del gruppo Kane, pubblicato nel 2005 come New York Doll.
Nel 2010, ad Austin, in Texas, Sylvain e Cheetah Chrome dei The Dead Boys e Rocket from the Tombs hanno debuttato come nuovo gruppo musicale, i The Batusis.

## Discografia

### Con i New York Dolls
- New York Dolls (1973, Mercury Records)
- Too Much Too Soon (1974, Mercury Records)
- One Day It Will Please Us to Remember Even This (2006, Roadrunner Records)
- Cause I Sez So (2009, Atco Records)
- Tokyo Dolls Live
- New York Dolls Red Patent Leather

### Come Sylvain Sylvain
- Sylvain Sylvain (album) 1979 RCA Records

### Con i Syl Sylvain and the Teardrops
- Syl Sylvain and the Teardrops 1981 RCA Records

### Con i Sylvian Sylvian & The Criminal$
- Bowery Butterflies (2000)
- 78 Criminals (Fr. Fan Club) 1985

### Con i She Wolves
- Sheena Is a Punk Rocker single (2007, Poptown Records)